# Non riposano in pace
Non riposano in pace (titolo originale in inglese: Of Missing Persons) è un romanzo poliziesco scritto da David Goodis e pubblicato nel 1950.

## Trama
Il capitano Paul Ballard dell'ufficio Persone Scomparse si trova alle prese con il caso "Nichols": la signora Myra Nichols, dopo aver identificato il cadavere del marito ritrovato dallo stesso Ballard, dichiara che l'uomo è ancora vivo. Poco tempo dopo, Myra viene uccisa misteriosamente. Tutto il reparto del capitano Ballard viene posto sotto inchiesta e quest'ultimo darà inizio ad un'angosciosa caccia all'uomo, anche a rischio di perdere il posto.

## Personaggi principali

### Paul Ballard
Capitano dell'ufficio Persone Scomparse.

### Claire Ballard
Moglie di Paul.

### Sam Wallingford
Capo del Commissariato di Polizia.

### Mulcahy
Ex funzionario della Squadra Omicidi.

### Myra Nichols
Donna la quale afferma che il proprio marito sia vivo, nonostante abbia identificato il suo corpo.

### John Nichols
Marito scomparso di Myra.

### Hilda Parker
Segretaria di Paul Ballard.

## Edizioni italiane
- David Goodis, Non riposano in pace-Collana Il Giallo Mondadori n.228, 1953;
- David Goodis, Non riposano in pace-Collana Capolavori dei Gialli Mondadori n.295, 1966.